# It's Jack the Lad
It's Jack the Lad is het debuutalbum van Jack the Lad. Het album werd onder leiding van muziekproducent Hugh Murphy (hij werd bekend door zijn werk met Gerry Rafferty) in de Olympic Studios in Londen. De band was achteraf niet blij met de platenhoes, waarbij de band stond afgebeeld in een boerenschuur; het zou de indruk hebben gewekt dat ze countrymuziek speelde in plaats van folk.

## Musici
- Billy Mitchell – gitaar, banjo, zang
- Simon Cowe – gitaar, mandoline, banjo, zang
- Ray Laidlaw – drumstel
- Rod Clements – basgitaar, viool, gitaar, zang

Met
- Maddy Prior – zang op Song without a band; ze is afkomstig uit Steeleye Span
- Tommy Eyre – toetsinstrumenten op Plain dealing, Fast lane driver en Song without a band
- Jimmy Wrightson – concertina op Promised land en A Corny pastiche (medley).

## Muziek
| Nr. | Titel                              | Duur |
| --- | ---------------------------------- | ---- |
| 1.  | Boilermaker blues (Mitchell, Grey) | 2:43 |
| 2.  | Back on the road again (Mitchell)  | 4:03 |
| 3.  | Plain dealing (Clements)           | 3:10 |
| 4.  | Fast lane driver (Clements)        | 5:46 |
| 5.  | Turning into winter (Mitchell)     | 5:34 |

| Nr. | Titel                               | Duur |
| --- | ----------------------------------- | ---- |
| 1.  | Why can’t I be satisfied (Clements) | 4:00 |
| 2.  | Song without a band (Cowe)          | 3:44 |
| 3.  | Rosalee (Cowe)                      | 2:28 |
| 4.  | Promised land (Mitchell)            | 3:45 |
| 5.  | A Corny pastiche (traditioneel)     | 4:18 |
| 6.  | Lying in the water (Mitchell, Grey) | 4:08 |

## Heruitgave 1992
De heruitgave op compact disc door Virgin Records bevatte een tweetal extra tracks:
- One more dance van Clements (3:35) ; hitsingle om de verkoop van het album vlot te trekken waarin het niet slaagde;
- Make me happy van Mitchell en Grey (3;49) werd B-kant van Why can't I be satisfied.

Ze zijn opgenomen rond 24 april 1973 in de Island Studios onder begeleiding van geluidstechnicus John Burns. Daarbij waren ook Dave Hutchings en Rhett Davies present. Door een fout bij deze persing werd Lying on water bij A Corny pastiche getrokken met een totale speelduur van 8:27, waardoor het boekwerkje 13 nummers laat zien en de cd zelf 12 nummers.  
De track Draught genius werd bijgeperst bij een heruitgave uit 2005.